# Juan Camilo Zúñiga

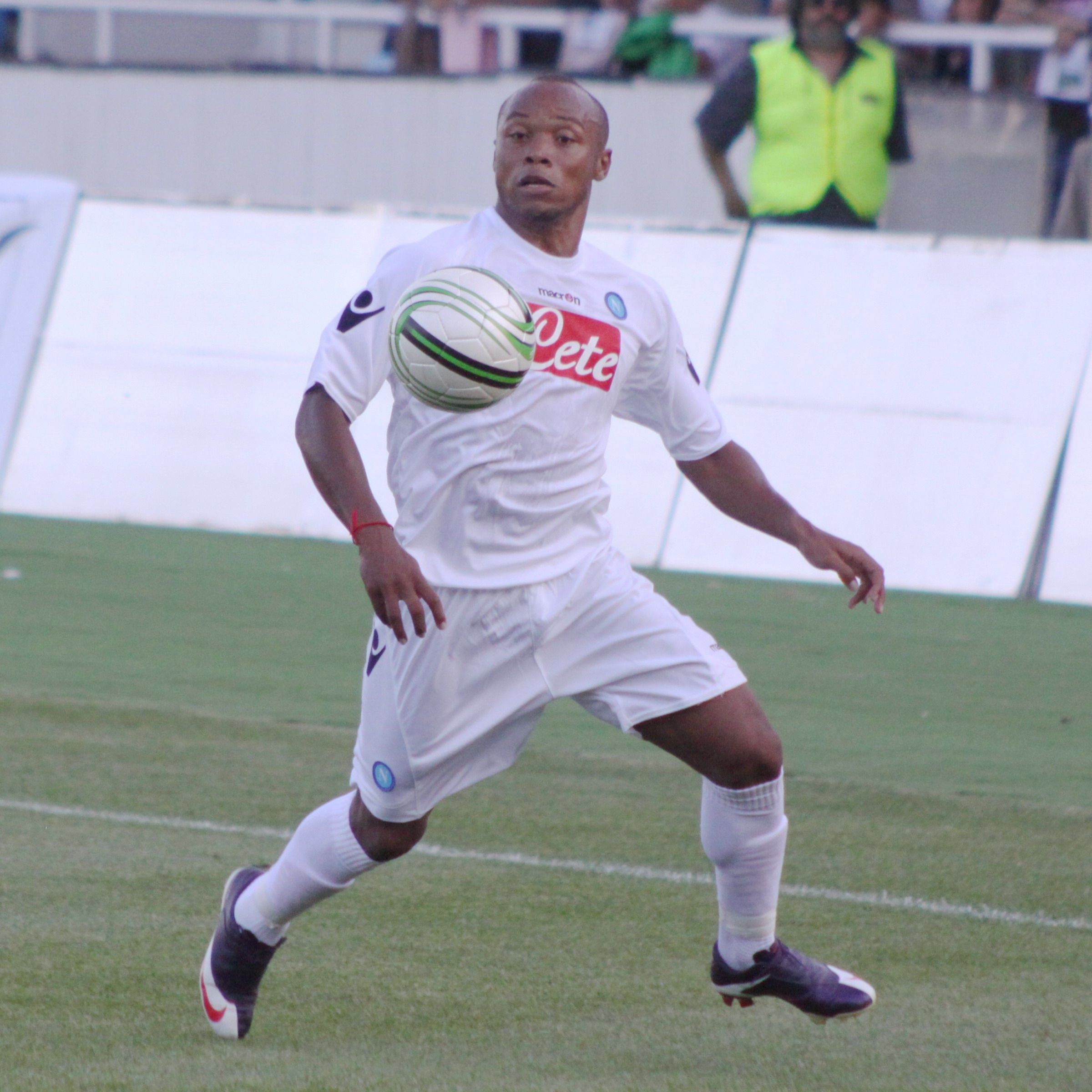
Zúñiga em 2009 jogando pelo Napoli.

Camilo Zúñiga Mosquera (Chigorodó, 14 de dezembro de 1985) é um ex-futebolista colombiano que atuava como lateral. Ficou conhecido no Brasil por ter causado a lesão de Neymar nas quartas de final da Copa do Mundo de 2014, que tirou o atacante brasileiro do restante do torneio.

## Carreira

### Carreira internacional
Juan Zúñiga foi chamado para a Copa do Mundo FIFA de 2014 e atuou em quatro dos cinco jogos pela Seleção Colombiana de Futebol no torneio. No dia 4 de julho de 2014, aos  88 minutos da partida válida pelas quartas de final contra a Seleção Brasileira de Futebol, Zúñiga acertou com o joelho direito a parte inferior das costas de Neymar, forçando-o a abandonar a partida. Outros exames mostraram que o lance causou uma fratura na terceira vértebra lombar do atacante brasileiro, que o fez ficar de fora da Copa do Mundo. Depois da partida, onde a Colômbia foi derrotada por 2 a 1, Zúñiga afirmou que ele não tentou deliberadamente ferir Neymar e pediu desculpas.

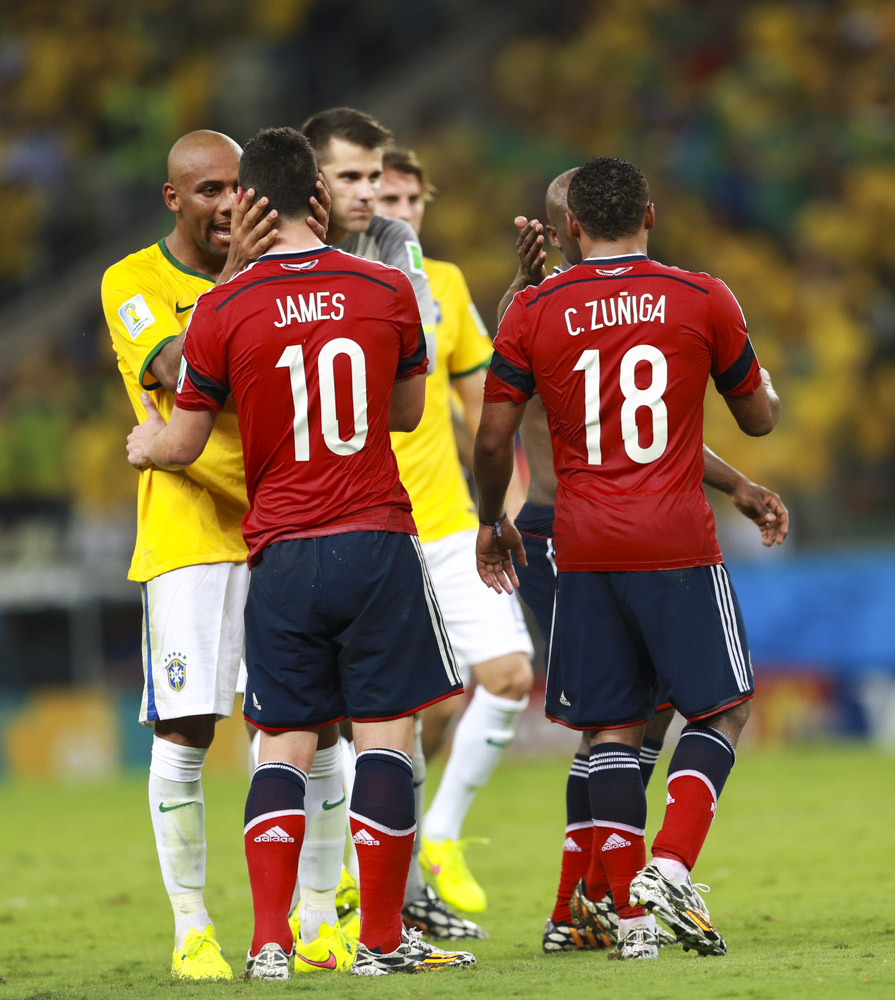
Zúñiga (com a camisa de n° 18) após o jogo da Copa do Mundo de 2014, contra o Brasil.

Houve muita pressão no Brasil para que Zúñiga fosse punido, mas a FIFA decidiu não puni-lo. Em 4 de julho de 2018, exatamente quatro anos após a lesão de Neymar, Zúñiga se aposentou do futebol.

## Títulos
Atlético Nacional
- Campeonato Colombiano: 2005, 2007

 Napoli
- Coppa Italia: 2011-12, 2013-14
- Supercopa da Itália: 2014

 Seleção Colombiana
- Campeonato Sul-Americano Sub-20: 2005